# Cerro Prieto, Apaseo el Alto
Cerro Prieto är en ort i Mexiko.   Den ligger i kommunen Apaseo el Alto och delstaten Guanajuato, i den centrala delen av landet, 180 km nordväst om huvudstaden Mexico City. Cerro Prieto ligger 2 088 meter över havet och antalet invånare är 349.
Terrängen runt Cerro Prieto är platt åt sydost, men åt nordväst är den kuperad. Terrängen runt Cerro Prieto sluttar österut. Runt Cerro Prieto är det ganska tätbefolkat, med 207 invånare per kvadratkilometer. Närmaste större samhälle är Apaseo el Alto, 10,4 km norr om Cerro Prieto. I omgivningarna runt Cerro Prieto växer huvudsakligen savannskog.